# Beaumetz-les-loges Communal Cemetery
Beaumetz-les-loges Communal Cemetery is een begraafplaats gelegen in de Franse plaats Beaumetz-lès-Loges (Pas-de-Calais). De militaire graven worden onderhouden door de Commonwealth War Graves Commission.
De begraafplaats telt 29 geïdentificeerde Gemenebest graven uit de Eerste Wereldoorlog.